# Отсего (Минесота)
Отсего (енгл. Otsego) град је у америчкој савезној држави Минесота.

## Демографија
По попису из 2010. године број становника је 13.571, што је 7.182 (112,4%) становника више него 2000. године.
| Група             | 2000.         | 2010.          |
| Белци             | 6.176 (96,7%) | 12.464 (91,8%) |
| Афроамериканци    | 16 (0,3%)     | 242 (1,8%)     |
| Азијати           | 46 (0,7%)     | 239 (1,8%)     |
| Хиспаноамериканци | 81 (1,3%)     | 329 (2,4%)     |
| Укупно            | 6.389         | 13.571         |